# PSD Bank Koblenz
Die PSD Bank Koblenz eG ist eine deutsche genossenschaftliche Direktbank für Privatkunden mit Sitz in der rheinland-pfälzischen kreisfreien Stadt Koblenz.

## Geschichte
Die PSD Bank Koblenz eG wurde im Jahr 1872 als Post-Spar- und Darlehnsverein Koblenz für die Angestellten der damaligen Reichspost bzw. der späteren Deutschen Bundespost gegründet. Wie auch die anderen PSD Banken erfolgte im Jahr 1999 die Öffnung für alle Privatkunden. Damit erfolgte auch die Umwandlung in eine Genossenschaft und die Umfirmierung von PSD Bank Koblenz Post-Spar- und Darlehnsverein in PSD Bank Koblenz eG.

## Rechtsverhältnisse
Die PSD Bank Koblenz eG ist im Genossenschaftsregister beim Amtsgericht Koblenz unter GnR 451 eingetragen.

## Organisationsstruktur
Rechtsgrundlagen sind das Genossenschaftsgesetz und die durch die Generalversammlung beschlossene Satzung. Organe der Bank sind der Vorstand, der Aufsichtsrat und die Generalversammlung.

## Sicherungseinrichtung
Die PSD Bank Koblenz eG ist der amtlich anerkannten Sicherungseinrichtung des Bundesverbandes der Deutschen Volksbanken und Raiffeisenbanken GmbH und der zusätzlichen freiwilligen Sicherungseinrichtung des Bundesverbandes der Deutschen Volksbanken und Raiffeisenbanken e.V. angeschlossen.

## Geschäftsausrichtung
Die PSD Bank Koblenz eG betreibt das Universalbankgeschäft. Im Verbundgeschäft arbeitet sie mit der DZ Bank, R+V Versicherung, Bausparkasse Schwäbisch Hall und der Union Investment zusammen. Die PSD Bank Koblenz eG gehört der PSD Bankengruppe an. Als eine der zwölf selbständigen PSD Banken ist sie Mitglied im Bundesverband der Deutschen Volksbanken und Raiffeisenbanken (BVR).

## Geschäftsgebiet
Ihr Geschäftsgebiet umfasst den nordöstlichen Teil des Bundeslandes Rheinland-Pfalz und deckt die Region im nördlichen Rheinland-Pfalz, vom Westerwald über die Eifel und den Hunsrück bis nach Worms, ab.
An diesen Orten betreibt die Bank Filialen:
- Koblenz (Hauptstelle, jur. Sitz)
- Mainz (Geschäftsstelle)